# Maison Soumagne
L'ancienne maison Soumagne ou maison Pierre Soumagne est un immeuble classé du XVIIIe siècle situé dans la ville de Verviers en Belgique (province de Liège).

## Localisation
Cette maison est située à Verviers, dans le quartier de Hodimont, aux nos 78 et 80 de la rue Jules Cerexhe, une ancienne artère longeant la rive droite de la Vesdre et possédant plusieurs immeubles classés. L'immeuble se situe à l'angle de la rue de la Régence.

## Historique
La demeure a été construite en 1725 pour Pierre Soumagne, le premier propriétaire, qui a laissé son nom à la maison. L'immeuble qui était à l'abandon a fait l'objet d'une restauration complète en 2013 et 2014. Cette restauration a supprimé une porte d'entrée sur la travée de droite de la façade avant rendant à la maison sa configuration originale.

## Description

### Façade, rue Jules Cerexhe
La façade de la rue Jules Cerexhe possède six travées et trois niveaux (deux étages). Le soubassement est réalisé en pierre calcaire équarrie et le reste de la façade est élevé en brique avec encadrements en pierre calcaire. La brique est recouverte d'un enduit couleur sang-de-bœuf. Toutes les baies de la maison possèdent des linteaux à claveaux passants un-sur-deux. Elles sont de moindre hauteur pour le second étage. La porte d'entrée se situe sur la quatrième travée, au-dessus de deux marches en pierre bleue.

### Pignon, rue de la Régence
Le pignon possède dix baies vitrées réparties sur quatre niveaux (trois baies aux trois niveaux inférieurs et une au quatrième niveau). À l'arrière du pignon, se trouve une porte cochère gravée des initiales P ◇ S pour Pierre Soumagne et du chronogramme MDCCXXV (1725), date présumée de la construction de la maison.

### Façade arrière
La façade arrière est assez similaire à la façade avant. 